# El porvenir (álbum)
El Porvenir es el undécimo disco de Pez, grupo de rock argentino. Fue grabado en el tiempo de octubre de 2008 y febrero de 2009 en los míticos Estudios ION, además de sobregrabaciones en los Estudios TNT, mezclado por Mauro Taranto, como ya es costumbre desde Folklore. El diseño le corresponde a Alejandro Leonelli, que viene trabajando con el grupo desde 2004. 
Varios temas fueron dándose a conocer a partir de los últimos shows del 2008 y de principios de 2009, como Roma (antes conocido como La uva más dulce), Porvenir (Especies armenias), Quiebran o Eyéctenlo.

## Lista de canciones
1. Porvenir (letra y música: Ariel Minimal)
2. Roma (letra y música: Ariel Minimal)
3. Refugio (letra y música: Ariel Minimal)
4. Quiebran (letra y música: Ariel Minimal)
5. Eyéctenlo (letra y música: Ariel Minimal)
6. Conciencia (letra: Ariel Minimal; música: Franco Salvador)
7. Saben (letra y música: Ariel Minimal)
8. Alada (letra y música: Ariel Minimal)
9. Volverán (letra y música: Ariel Minimal)
10. Desconectado (letra: Ariel Minimal; música: Fósforo García)
11. Tratando (letra y música: Ariel Minimal)
12. Sueño (letra y música: Ariel Minimal)

- Datos: Q5822906